# Carme Pigem Barceló
Carme Pigem Barceló   (Olot, 18 d'abril de 1962) és una arquitecta catalana, membre i fundadora de l'estudi RCR Arquitectes, juntament amb Ramon Vilalta i Rafael Aranda.

## Biografia
Entre 1977 i 1979 cursà a l'Escola d'Art d'Olot, i el 1987 va obtenir el títol d'Arquitecta per l'Escola Tècnica Superior d'Arquitectura del Vallès. Després de graduar-se al 1987, va tornar a Olot on va establir el despatx RCR Arquitectes el 1988 amb Ramón Vilalta i Rafael Aranda. Entre 1992 i 1999 va treballar com professora de Projectes Arquitectònics a la ETSA Vallès, essent membre del Tribunal de Projectes de Fi de Carrera de la mateixa escola entre els anys 1995 i 2004. De 1997 a 2003 va ser professora de Projectes Arquitectònics a l'Escola Tècnica Superior d'Arquitectura de Barcelona, sent membre del Tribunal de Projectes Fi de Carrera d'eixa escola en 2003, i des de 2005 és professora convidada al Departament d'Arquitectura de l'Institut de Tecnologia de Zúric.